# Loriot sagittal
Oriolus sagittatus
Espèce
Statut de conservation UICN

 LC  : Préoccupation mineure
Le Loriot sagittal (Oriolus sagittatus) est une espèce de passereaux de la famille des Oriolidae.
C’est un oiseau très commun, de taille moyenne, originaire du nord et l’est de l’Australie et de la Nouvelle-Guinée. C’est le loriot ayant le plus vaste territoire en Australasie. Il est bruyant et visible. Il n’a pas de couleur voyante, son dos est olive avec de petites stries sombres, sa poitrine claire rayée de noir. Les femelles ont le bord des ailes cannelle et les deux sexes ont le bec et les yeux rouges.
Alors que le Loriot verdâtre vit dans des endroits humides des végétations denses tropicales du grand nord de l'Australie, le Loriot sagittal est plus polyvalent, préférant les environnements boisés plus clairsemés et tolérant des climats plus secs (mais sans être désertiques). Commun à très courant dans le nord du pays, on le voit moins dans le sud, mais il peut néanmoins atteindre le Sud-Est de l’Australie-Méridionale. On le trouve donc dans l’extrême nord de l’Australie occidentale, le long des côtes est et, au sud, au Victoria et à l’angle sud-est de l’Australie-Méridionale. La plupart des oiseaux se reproduisent sur place pendant la saison des pluies tropicales, mais certaines migrent vers le sud pour se reproduire dans l’été austral.
Comme les Sphecotheres, (oiseaux de la même famille), il se nourrit de fruits, de baies et d’insectes

## Sous-espèces
D'après la classification de référence (version 5.2, 2015) du Congrès ornithologique international (COI), cette espèce est constituée des sous-espèces suivantes (ordre phylogénique) :
- Oriolus sagittatus magnirostris Oort, 1910
- Oriolus sagittatus affinis Gould, 1848
- Oriolus sagittatus grisescens Schodde & Mason, 1999
- Oriolus sagittatus sagittatus (Latham, 1802) [1801 selon le COI]